# Ancey
Ancey és un municipi francès, situat al departament de la Costa d'Or i a la regió de Borgonya - Franc Comtat. L'any 2007 tenia 377 habitants.

## Demografia

### Població
El 2007 la població de fet d'Ancey era de 377 persones. Hi havia 140 famílies, de les quals 28 eren unipersonals (12 homes vivint sols i 16 dones vivint soles), 44 parelles sense fills, 64 parelles amb fills i 4 famílies monoparentals amb fills.
La població ha evolucionat segons el següent gràfic:
Habitants censats

### Habitatges
El 2007 hi havia 172 habitatges, 142 eren l'habitatge principal de la família, 14 eren segones residències i 16 estaven desocupats. Tots els 172 habitatges eren cases. Dels 142 habitatges principals, 132 estaven ocupats pels seus propietaris, 8 estaven llogats i ocupats pels llogaters i 2 estaven cedits a títol gratuït; 2 tenien dues cambres, 22 en tenien tres, 31 en tenien quatre i 87 en tenien cinc o més. 109 habitatges disposaven pel capbaix d'una plaça de pàrquing. A 43 habitatges hi havia un automòbil i a 91 n'hi havia dos o més.

### Piràmide de població
La piràmide de població per edats i sexe el 2009 era:
| Homes | Edats   | Dones |
| ----- | ------- | ----- |
| 0     | 95 o +  | 0     |
| 0     | 90 a 94 | 8     |
| 4     | 85 a 89 | 4     |
| 0     | 80 a 84 | 4     |
| 8     | 75 a 79 | 12    |
| 4     | 70 a 74 | 4     |
| 4     | 65 a 69 | 0     |
| 4     | 60 a 64 | 0     |
| 8     | 55 a 59 | 4     |
| 8     | 50 a 54 | 8     |
| 8     | 45 a 49 | 20    |
| 20    | 40 a 44 | 8     |
| 24    | 35 a 39 | 8     |
| 0     | 30 a 34 | 20    |
| 16    | 25 a 29 | 12    |
| 4     | 20 a 24 | 12    |
| 0     | 15 a 19 | 0     |
| 8     | 10 a 14 | 0     |
| 16    | 5 a 9   | 12    |
| 8     | 0 a 4   | 16    |

## Economia
El 2007 la població en edat de treballar era de 263 persones, 203 eren actives i 60 eren inactives. De les 203 persones actives 194 estaven ocupades (104 homes i 90 dones) i 9 estaven aturades (4 homes i 5 dones). De les 60 persones inactives 26 estaven jubilades, 26 estaven estudiant i 8 estaven classificades com a «altres inactius».

### Ingressos
El 2009 a Ancey hi havia 140 unitats fiscals que integraven 371,5 persones, la mediana anual d'ingressos fiscals per persona era de 22.629 €.

### Activitats econòmiques
Dels 8 establiments que hi havia el 2007, 1 era d'una empresa extractiva, 6 d'empreses de construcció i 1 d'una empresa de comerç i reparació d'automòbils.
Dels 5 establiments de servei als particulars que hi havia el 2009, 2 eren paletes, 1 guixaire pintor, 1 lampisteria i 1 electricista.
Dels 2 establiments comercials que hi havia el 2009, 1 era una botiga de material de revestiment de parets i terra i 1 una joieria.

## Equipaments sanitaris i escolars
El 2009 hi havia una escola elemental integrada dins d'un grup escolar amb les comunes properes formant una escola dispersa.

## Poblacions properes
El següent diagrama mostra les poblacions més properes.